# Катастрофа Ми-8 в Нефтеюганске (1974)
Катастрофа Ми-8 в Нефтеюганске — авиационная катастрофа, произошедшая в четверг 13 июня 1974 года в аэропорту Нефтеюганск с вертолётом Ми-8 компании Аэрофлот, при этом погибли 14 человек из 19. Выжили все три члена экипажа и 2 пассажира.

## Вертолёт
Ми-8 с заводским номером 1031 был выпущен 20 февраля 1969 года и получил бортовой номер СССР-22450. Ко времени катастрофы он эксплуатировался в Забратском объединённом авиаотряде Азербайджанского управления гражданской авиации.

## Экипаж
Экипаж из 109 лётного отряда состоял из командира А. И. Царева, второго пилота А. Д. Попова и бортмеханика В. Н. Козырева.

## Катастрофа
13 июня 1974 года в 07:00 утра в ясную погоду борт 22450 вылетел из Сургута и через 13 минут приземлился в аэропорту Нефтеюганск. Здесь вертолёт должен был быть дозаправлен и продолжить работу по обслуживанию механизированной колонны № 14 треста «Уралэлектросетьстрой». Когда дозаправка была завершена, вертолёт начали готовить к полёту по заявке заказчика. На борт сели 16 пассажиров, включая 3 детей; все они имели авиабилеты для вылета из Сургутского аэропорта в различные города, посадка вертолёта предусматривалась в районе Старый Сургут.
После получения разрешения экипаж начал выполнять взлёт со стоянки № 3. Приподнявшись и выполнив контрольное висение, пилоты затем начали выполнять разгон скорости в северо-восточном направлении (курс 40°). Но в процессе разгона, когда вертолёт был в 15—20 метрах над землёй, раздался сильный хлопок, а в районе двигателей появился скрежет. По свидетельствам очевидцев на земле, из выхлопных патрубков обоих двигателей начало вырываться пламя, а в стороны начали свистя разлетаться части деталей. Диспетчер попытался предупредить экипаж о ситуации, но те услышали только позывные, после чего передача прервалась. Бортмеханик открыл дверь из кабины и увидел в грузовом отсеке огонь, а по потолку сверху наволакивается густой чёрный дым с едким запахом.
В такой ситуации командир принял решение немедленно садиться, поэтому он несколько уменьшил газ и потянул ручку циклического шага на себя, чтобы погасить поступательную скорость. Но прямо впереди по курсу стоял Ми-2, возле которого были люди. Тогда командир попытался отвернуть вертолёт влево на 20—30°, на что Ми-8 среагировал. В это же время чёрный дым быстро заволакивал кабину и вскоре экипаж не мог видеть приборную панель, а также было трудно дышать. Бортмеханик увидел, как сработали три световых табло о пожарной сигнализации, но какие именно сработали, определить было очень трудно. Действуя на ощупь, он всё же сумел нажать кнопку пожаротушения ручной очереди.
Так как из-за дыма невозможно было разглядеть землю, второй пилот открыл сдвижной фонарь и высунул голову наружу, после чего обнаружил, что вертолёт летит с левым креном. Второй пилот попытался исправить крен, но в 200—300 метрах от начала развития аварийной ситуации Ми-8 врезался в поверхность ВПП и перевернулся. Выбравшись из вертолёта, экипаж разбил переднее остекление фонаря и вытащил из горящей машины женщину с маленьким ребёнком. Из-за охватившего весь вертолёт огня остальных 14 пассажиров спасти не удалось. Выжившие 5 человек с ожогами и ушибами были доставлены в больницу в удовлетворительном состоянии.

## Причины
По результатам расследования было установлено, что в левом двигателе произошло нарушение кинематической связи двигателя с редуктором, в результате чего произошла раскрутка ротора свободной турбины, а затем от перегрузок разрушился диск 3-й ступени турбины, что в свою очередь привело к пожару на борту. Нарушение кинематической связи же произошло из-за разрушения шлицевого соединения ведомого вала левой муфты свободного хода с ведущей косозубой шестерней. Ранее такой дефект никогда не встречался.